# Ammolagena
Ammolagena ist eine Gattung gehäusetragender, meeresbewohnender Einzeller aus der Gruppe der Foraminiferen.

## Merkmale
Die Gehäuse sind in der Regel an Bruchstücken von Muschelschalen oder anderen Foraminiferen fest angeheftet und erreichen eine Länge von bis zu einem Millimeter. Sie sind rötlich-braun, die Oberfläche ist glatt und glänzend. Sie sind fein agglutiniert, werden also auf einer Lage proteinbasierten Kittes aus einzelnen Partikeln zusammengesetzt, die von den Tieren aus dem Sediment aufgenommen werden. 
Die erste Schalenkammer, der Proloculus, ist groß und eiförmig, die zweite schmaler geradlinig röhrenförmig. Die gerundete Apertur befindet sich am Ende der zweiten Kammer.
Ammolagena finden sich zwischen 180 und 3400 Meter Meerestiefe im Nord- und Südatlantik, dem Mittelmeer und dem Südpazifik. Die Gattung ist nur rezent bekannt.

## Systematik
Die Gattung wurde 1899 durch Theodor Eimer und C. Fickert erstbeschrieben anhand eines Exemplars das zuvor als Varietät von Trochammina irregularis eingestuft worden war.
- Ammolagena clavata (Typusart)

## Nachweise
- Alfred R. Loeblich, Jr., Helen Tappan: Foraminiferal genera and their classification, E-Book des Geological Survey Of Iran, 2005, Online